# Deogaon-Barghera
Deogaon-Barghera fou un estat tributari protegit, un istimrari feudatari de Jodhpur, format per tres pobles al districte d'Ajmer, governats per una dinastia de rajputs rathors del sub clan Jodha.
El primer thakur esmentat era Nahar Singh, tercer fill de Thakur Akhay Raj de Deolia, al que va succeir al seu fill 
Thakur Deo Karan. La dinastia va seguir regularmen de pare a fill: Thakur Malji, Thakur Udai Singh, Thakur Zorawar Singh, hakur Kaner Singh, Thakur Ranjit Singh, thakur Jhujhar Singh, Thakur Ram Singh (que va governar fins al 1879) i Thakur Sardar Singh que és el darrer esmentat encara que cal suposar que la dinastia va seguir exercint el poder almenys fins al 1949.